# Carrera
CARRERA — итальянский бренд, принадлежащий Safilo Group SpA которая разрабатывает и производит солнцезащитные очки и горнолыжные маски, в настоящее время головной офис работает в Падуе, Италия.

## История
Бренд Carrera развивается в спортивном направлении горнолыжных масок, шлемов и солнцезащитных очков с 1956 года. Торговое имя компания получила благодаря названию автомобильной гонки «Carrera Panamericana».
В 1964 году Wilhelm Anger(Вильгельм, Ангер)) разработали и запатентовали материал «Optyl»
В 1974 году компания была переименована в CARRERA INTERNATIONAL и создала штаб-квартиру в Траун, Австрия, создав коллекцию солнцезащитных очков CARRERA Porsche Design.
В 1996 году Safilo Group SpA приобрел CARRERA и перевела штаб-квартиры в Падуе, Италия.